# Thisbe irenea
Espèce
Synonymes
- Papilio irenea Stoll, 1780

Thisbe irenea est une espèce de papillons de la  famille des Riodinidae,.

## Systématique
L'espèce Thisbe irenea a été décrite pour la première fois en 1780 par le naturaliste néerlandais Caspar Stoll sous le protonyme Papilio irenea.

## Liste des sous-espèces
Quatre sous-espèce sont répertoriées dans Catalogue of Life :
- Thisbe irenea atlantis Stichel, 1910
- Thisbe irenea belides Stichel, 1910
- Thisbe irenea interjecta Talbot, 1928
- Thisbe irenea prodiga Stichel, 1929

## Description
La chenille de Thisbe irenea emploie des fourmis comme gardes du corps. Elle utilise des secrétions pour les rendre addicts envers elle et agressives. Pour ce faire, elle possède un organe sonore dans la tête pour appeler les fourmis, et une paire de becs télescopiques près de son extrémité arrière qui exsudent un nectar de séduction pour les fourmis. Sur ses épaules se trouve une autre paire de becs, qui secrètent ce qui ne semble pas être de la nourriture mais un élément volatile qui a un impact dramatique sur le comportement des fourmis. Une fourmi sous l'influence de cette potion saute en l'air, ses mâchoires s'ouvrent en grand et elle devient très agressive, bien plus désireuse que d'habitude d'attaquer, de mordre et de piquer tout éventuel intrus.

## Galerie

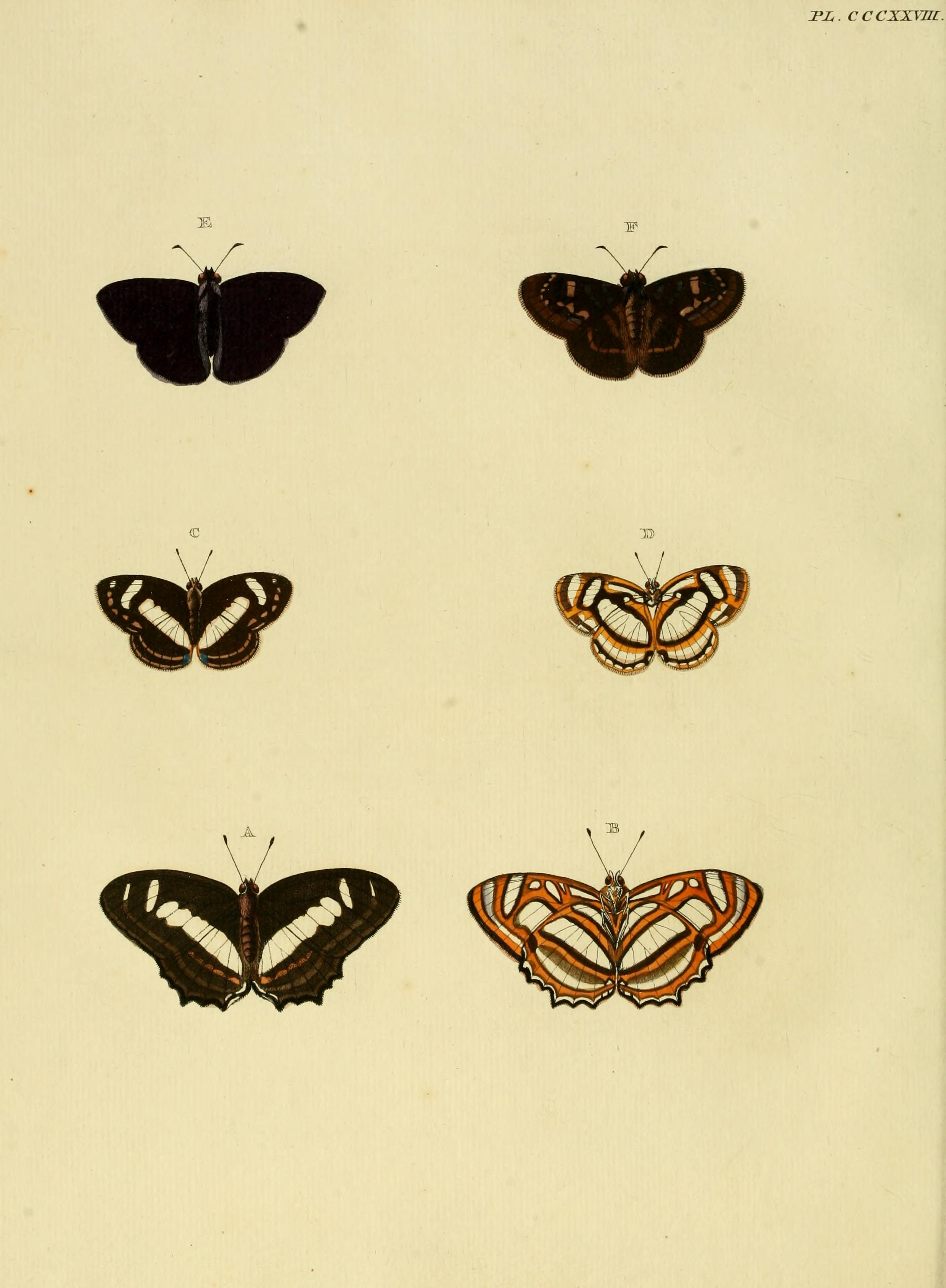
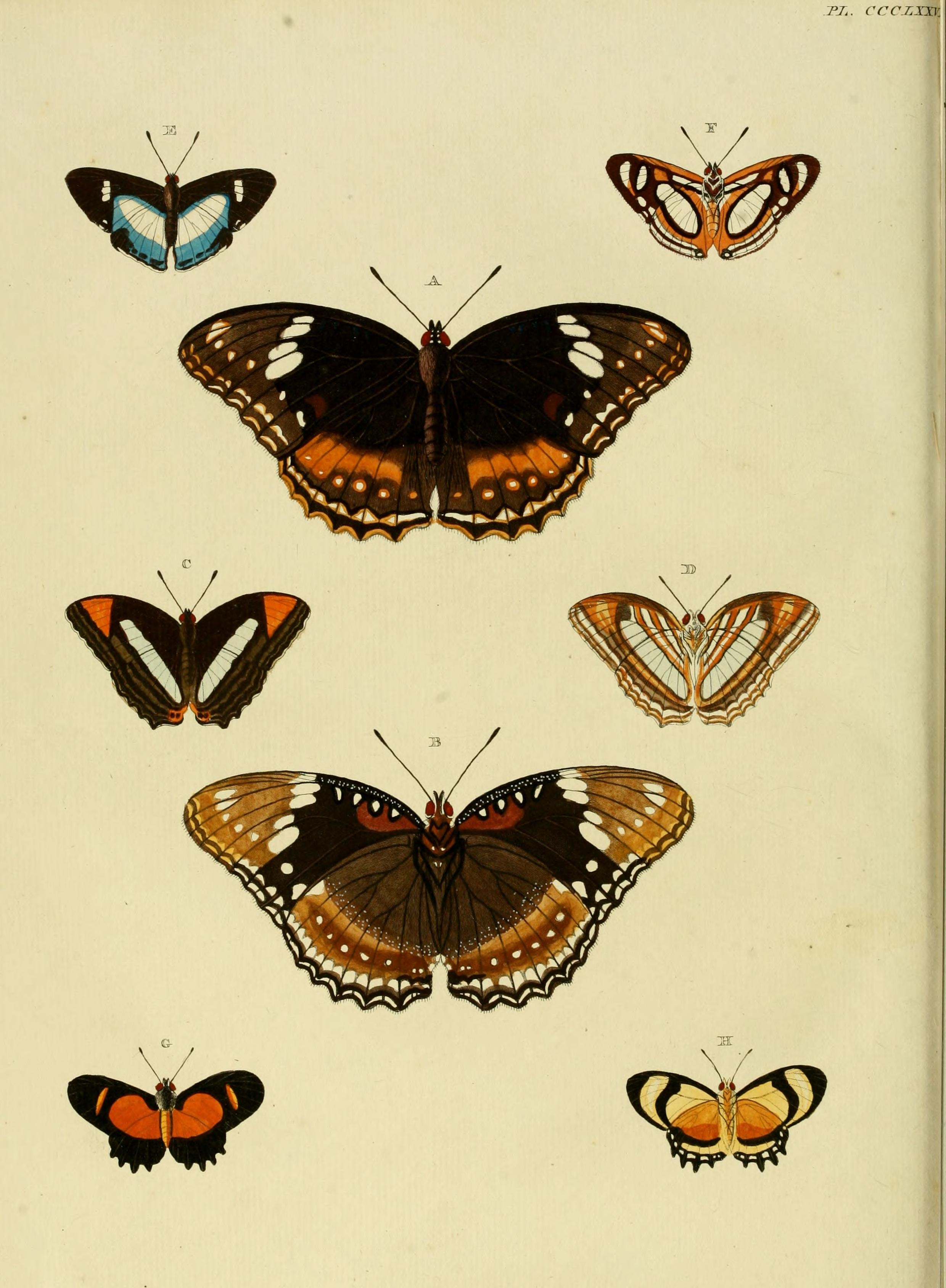